# Saulius Lukas Kalėda
Saulius Lukas Kalėda (* 1976 in Krakau, Polen) ist ein litauischer Jurist, seit 2023 Richter am Gericht der Europäischen Union.

## Leben
Nach dem Abitur an der Sekundarschule absolvierte Kalėda von 1994 bis 1999 das Diplomstudium der Rechtswissenschaften an der Universität Vilnius in der litauischen Hauptstadt Vilnius und von 1999 bis 2000 das LL.M.-Aufbaustudium am Zentrum für Europäische Integrationsforschung der Universität Bonn. 2002 wurde er mit der unionsrechtlichen Schrift Przejęcie prawa wspólnotowego przez nowe państwo członkowskie: zagadnienia przejściowe i międzyczasowe an der Jagiellonen-Universität Krakau zum Dr. iur. promoviert. Bereits 1998 war er als Jurist am Amt für Versicherungsaufsicht in den litauischen Staatsdienst eingetreten. Ab 2002 war er als Senior Expert in der Abteilung für Europäisches Recht der litauischen Regierung Mitglied der Beitrittsverhandlungen zwischen Litauen und der Europäischen Union. Parallel dazu war Kalėda als Lehrbeauftragter an der Universität Vilnius tätig. 2003 trat er als Jurist in den Dienst der Generaldirektion Binnenmarkt der Europäischen Kommission ein, wo er bis 2004 tätig war. Nach dem Beitritt Litauens zur Europäischen Union 2004 war er Rechtsreferent im Kabinett des ersten litauischen Richters am Gericht der Europäischen Union Vilenas Vadapalas tätig; später wechselte er in das Kabinett von Egidijus Bieliūnas. Ab 2013 war Kalėda für Generalanwalt Maciej Szpunar tätig. Außerdem unterrichtet er seit 2013 Unionsrecht an der Jagiellonen-Universität. Von 2017 bis 2023 arbeitete er im Juristischen Dienst der Europäischen Kommission, wo er die Kommission in zahlreichen Rechtssachen vor den Unionsgerichten vertrat.
Am 27. September 2023 wurde Kalėda als Nachfolger von Virgilijus Valančius selbst zum Richter am Gericht der Europäischen Union ernannt.